# Romeinse kunst
De Romeinse kunst is de visuele kunst die geproduceerd werd in het antieke Rome en binnen de grenzen van het Imperium Romanum. De voornaamste vormen van Romeinse kunst zijn de architectuur, de schilderkunst, het beeldhouwen en het maken van mozaïeken.
De Romeinse kunst is vanaf het ontstaan van Rome beïnvloed door zowel de Etruskische als de Griekse cultuur.